# Mayerlingdramat (film, 1936)
Mayerlingdramat (franska: Mayerling) är en fransk historisk dramafilm från 1936 i regi av Anatole Litvak. Filmen är baserad på en roman av Claude Anet. I huvudrollerna ses Charles Boyer och Danielle Darrieux.
Filmen bygger på det tragiska Mayerlingdramat med kronprins Rudolf av Österrike och hans 17-åriga älskarinna Marie Vetsera. Den hade Stockholmspremiär på biograferna Astoria och Plaza den 27 april 1936.

## Rollista i urval
- Charles Boyer – kronprins Rudolf av Österrike
- Danielle Darrieux – Maria Vetsera
- Marthe Régnier – baronessan Vetsera
- Suzy Prim – grevinnan Larisch
- Yolande Laffon – prinsessan Stephanie
- Gina Manès – Marinka
- Jean Dax – kejsar Frans Josef